# Mike Lee
Mike Shumway Lee (Mesa, 4 de junho de 1971) é um político americano do estado de Utah que serve como senador júnior pelo Partido Republicano.
Lee começou sua carreira como funcionário no Tribunal de Distrito do Distrito de Utah, depois disso trabalhou para Samuel Alito, que mais tarde viria a se tornar membro da Suprema Corte dos Estados Unidos. Em 2002, Lee começou a trabalhar como advogado federal para o distrito de Utah, posição essa que ele iria continuar até 2005 quando se juntou a administração do então governador de Utah, Jon Huntsman.
Lee começou sua carreira como político em 2010 com o movimento Tea Party, no mesmo ano ele se candidatou a senador pelo estado de Utah, desafiando o incumbente que tentava um quarto mandato, Bob Bennett e o dono de empresa Tim Bridgewater no processo de nominação do Partido Republicano. Durante o primeiro processo na nominação, que era um voto feito durante a convenção republicana do estado, Lee terminou em segundo, possibilitando ele a concorrer nas primarias propriamente ditas contra o primeiro lugar, Bridgewater, Mike acabou vencendo a primaria com 51.2% dos votos e venceu a eleição geral com 61.56% dos votos.
Lee é conhecido por suas posições um pouco mais libertarias que o comum em seu partido, especialmente na área de intervenção em outros países, área em que Lee defende menor intervenção em países como o Iémen, enquanto muitos de seu partido defendem a continuação da intervenção militar no país.